# Pacte de famille
Un pacte de famille est, dans l'histoire européenne, une série d'accords entre différentes branches d'une maison régnante, en général pour ne pas se nuire entre elles, ou en assurer l'hégémonie. Ils se concluent en général quand une famille royale se trouve à la tête de plusieurs territoires dont les intérêts sont susceptibles d'entrer en conflit. C'est un élément fondamental de la politique dynastique des grandes maisons à l'époque moderne. Les deux plus célèbres sont ceux qui ont existé au XVIe siècle entre les deux principales branches de la Maison de Habsbourg, puis au XVIIIe siècle entre les différentes branches régnantes de la Maison de Bourbon.

## Maison de Habsbourg
Le pacte de famille de la maison de Habsbourg correspond à un ensemble d'accords tacites et généralement secrets établis entre les deux rameaux issus de Maximilien Ier et de Marie de Bourgogne. Leurs deux petits-fils se trouvèrent en effet héritiers d'un nombre écrasant de territoires, impossibles à gérer par un seul prince. Dès la première génération, on s'accommoda donc d'un partage d'influence : Charles, l'aîné, était l'empereur en titre et régnait directement sur la partie la plus précieuse de l'héritage (Flandres, Espagne, Italie), tandis que le cadet, Ferdinand, se voyait confier la régence dans l'Empire. Pour lui assurer les moyens de sa politique, Charles lui confia dès 1521 les revenus des duchés autrichiens, tandis que Ferdinand obtenait grâce à sa sœur Marie les couronnes de Bohême et de Hongrie. Le pacte devait assurer la collaboration de ces deux branches. Un système complexe de mariages croisés devait assurer la cohésion de l'ensemble.
Le point central de ce pacte était la succession impériale : comme héritiers de la branche aînée, les descendants de Charles Quint avaient un droit qu'ils estimaient incontestable à l'Empire, mais de fait, c'était la branche issue de Ferdinand qui y régnait pratiquement et avait consenti au plus de sacrifices pour l'Empire. À la mort de Charles, Ferdinand devait donc faire élire le fils de Charles, Philippe II d'Espagne comme roi des Romains, lequel ferait élire son cousin Maximilien comme roi des Romains quand la couronne impériale lui serait échue. L'alternance devait ainsi se prolonger perpétuellement entre branche cadette et branche aînée. Le comportement de Charles vis-à-vis de ses neveux, ainsi que la morgue dont avait fait preuve du jeune prince Philippe lors de sa venue en Allemagne à la fin des années 1540 n'incitèrent en rien les princes de l'Empire à donner satisfaction à l'Empereur. Une coalition finit par éconduire les princes espagnols au motif déjà souvent employé que des Welches n'avaient pas vocation à commander aux Allemands. 
Il ne resta du pacte qu'une forme d'accord de mariages croisés et de non-agression qui conduisirent à une endogamie fatale à la dynastie.

## Maison de Bourbon

### AuXVIIIesiècle
Il s'agit d'alliances entre des branches de la famille des Bourbons, régnant sur des pays différents, principalement la France et l'Espagne, mais aussi des États italiens (duché de Parme, royaume des Deux-Siciles). 
Le 1er pacte de famille est l'alliance franco-espagnole conclue au palais de l'Escurial au début de la guerre de Succession de Pologne (7 novembre 1733, premier traité de l'Escurial).
Le 2e pacte de famille est le second traité de l'Escurial, signé durant la guerre de Succession d'Autriche (25 octobre 1743) afin de contrer l'Angleterre de Georges II, alliée à l'Autriche.
Le 3e pacte de famille est le traité signé le 15 août 1761, en pleine guerre de Sept Ans, à l'instigation du duc de Choiseul, entre le roi de France, le roi d'Espagne et le duc de Parme, qui avait pour but de prévenir, par l'union des forces françaises, espagnoles et parmesanes, la supériorité de la marine anglaise. Ce traité n'eut pas tous les résultats espérés : le roi des Deux-Siciles refusa d'y souscrire du fait de la prudence du conseil de régence dirigé par Tanucci (le roi étant alors mineur). Une convention secrète prévoyait l'entrée en guerre de l'Espagne le 1er mai 1762 si la paix n'était pas rétablie à cette date. L'Espagne anticipa son entrée dans le conflit dès janvier 1762.
Dans ce traité, on notera l'article XXVII, consacré à la question des préséances, sujet de vieilles disputes entre la France et l'Espagne, qui stipule : « Il a été convenu aussi que si par quelque acte fortuit, des ministres des deux couronnes arrivent précisément en même temps dans une cour, autre que celles de famille, le ministre du souverain chef de la maison précédera à ce titre le ministre du souverain cadet de la même maison. » Cette disposition, inutile si l'aîné des Bourbons était systématiquement roi de France, indiquait clairement la possibilité qu'un Bourbon de la branche cadette puisse régner sur la France, tandis qu'un Bourbon de la branche aînée régnerait sur l'Espagne, ce qui revenait à reconnaître la validité des prétentions de Philippe V au trône de France.
Les événements de 1789 rendirent le traité caduc, et encore plus l'établissement de la République en septembre 1792 : le 7 mars 1793, a lieu la déclaration de guerre de la France à l'Espagne.

### Reconduction du pacte de famille entre la France et l'Espagne en 1814
Les accords passés entre la France et l'Espagne au XVIIIe siècle visaient à définir les rapports commerciaux et maritimes entre les deux puissances. Mais ils avaient aussi un objectif politique essentiel puisque les deux couronnes y affirmaient leur alliance perpétuelle face à l'Angleterre.
Le traité d'Utrecht (1713) avait ouvert l'Empire espagnol aux Anglais qui s'y livraient à un énorme trafic de contrebande. L'activité interlope des bâtiments anglais dans les possessions espagnoles du Nouveau Monde à partir de la Jamaïque s'était développée sans que les garde-côtes espagnols puissent y mettre un terme. Les Anglais s'opposaient aussi aux Français, notamment en Amérique du Nord.
La reconduction du pacte de famille en 1814 souffrit de l'insuffisance des négociations intergouvernementales. 
Dans l'esprit des négociateurs espagnols, il n'y avait pas lieu de prendre en considération les traités signés antérieurement. 
L'article 2 additionnel du traité signé à Paris le 20 juillet 1814 entre la France et l'Espagne, établissait néanmoins comme base des relations commerciales entre les deux pays, l'état des relations existant en 1792. 
Le tout récent accord entre Madrid et Paris fut rendu inefficace par les Anglais qui parvinrent à signer le 29 août 1814 avec l'Espagne un traité d'alliance dans lequel figurait une clause secrète portant que sa Majesté Catholique, roi d'Espagne, s'engageait « à ne pas s'obliger envers la France dans aucun traité de nature de celui connu sous le nom de pacte de famille, ni aucun autre qui aliène son indépendance ou porte préjudice aux intérêts de sa Majesté Britannique, et s'opposerait à l'étroite alliance qui résulte du présent traité ». 
Dans l'impossibilité de faire revivre l'esprit qui avait présidé à la naissance du pacte de famille, la France et l'Espagne se trouvèrent donc libres de fixer des tarifs douaniers très protecteurs. Ainsi le tarif espagnol de 1825, prohibait l'entrée de pas moins de 653 articles d'origine française et taxait fortement le reste. 
On peut donc parler d'une tentative avortée à propos du pacte de famille reconduit en 1814 même si officiellement cet accord n'était toujours pas dénoncé lorsque intervint la convention commerciale du 18 juin 1865 entre l'Empire français et l'Espagne.